# 萧子琳
蕭子琳（485年—498年3月3日），字云璋，齊武帝蕭赜第十九子，母为荀昭华。
齊武帝永明七年三月甲寅（489年4月26日），封宣城王。永明八年，改封南康王。母亲荀氏极受齊武帝的宠爱，蕭子琳也因此得到父亲的钟爱。太尉王俭见蕭子琳得宠，请求将女儿嫁给他，武帝高兴地答应了。
永泰元年正月丁未（498年3月3日），蕭子琳被齐明帝萧鸞所杀，时年十四岁。

## 延伸阅读
[在维基数据编辑]
 《南齊書·卷40》，出自萧子显《南齊書》